# Selma Meyer
Sara Cato (Selma) Meyer (ook Meijer) (Amsterdam, 6 juli 1890 – Berlijn, 11 februari 1941) was een Nederlands pacifiste en verzetsstrijdster van Joodse afkomst.

## Biografie
Ze werd geboren in een Joods gezin met als vader Moritz Meyer (1865-1906) en als moeder Sophie Meyer-Philips (1868-1955) in Amsterdam. Sophie was nicht van de oprichters van Philips & Co. Drie jaar later werden haar broers Justus en Herman geboren. Na de lagere school volgde ze de Handelsschool, waar ze in 1908 op achttienjarige leeftijd examen deed. Hierna werkte ze tien jaar als stenotypiste. In 1923 nam ze met Annette Monasch het Holland Typing Office over, een bedrijf dat typewerk en stencils verzorgde, stenotypistes uitzond en typemachines verkocht.
Meyer was geëngageerd en was in 1911 een van de vijf ondertekenaars van een advertentie waarin werd opgeroepen tot financiële steun aan de moeder van een tienjarige jongen die op doktersadvies in een rustige omgeving moest worden opgenomen. Ze werd in 1923 lid van de Pacifistische Vrouwenbond, de Nederlandse afdeling van de Internationale Vrouwenbond voor Vrede en Vrijheid waarvan ze secretaris werd. Ze was lid van diverse comités, voor Duitse vluchtelingen (onder andere het Comité tot hulp aan jeugdige Duitsche vluchtelingen), voor slachtoffers van de Spaanse Burgeroorlog en ter ondersteuning van het verzet in Duitsland. Van 1930 tot 1936 was ze lid van de SDAP. Ze behoorde in het najaar van 1932 tot de oprichters van de Nationale Vredes Centrale (NVC) en woonde op 13 augustus 1936 met CPN-voorzitter Ko Beuzemaker en spoorwegvakbondsman Nathan Nathans een internationale conferentie voor hulp aan republikeins Spanje bij, die in 1936 te Parijs werd gehouden. In 1937 leerde ze Hans Ebeling kennen, met wie ze diep bevriend raakte. Ze had vervolgens een belangrijke rol bij de uitgave van Kameradschaft, een tijdschrift van Ebeling en Theo Hespers, en hielp beiden aan woonruimte. Ook ondersteunde ze Kameradschaft en andere uitgaven van Ebeling en Hespers financieel. Daarnaast leidde ze het Holland Typing Office, dat ze ook inschakelde voor haar activisme en dat uitsluitend vrouwen in dienst had. Kameradschaft werd hier gedrukt. Eind 1939 werd ze door de Abwehr Wilhelmshaven aangedragen voor de Sonderfahndungsliste van personen die na de Duitse inval zouden moeten worden opgespoord en ondervraagd.
In april 1940 werd Meyer ziek, en toen de Duitse troepen op 10 mei 1940 Nederland binnenvielen was ze juist naar Zeeland gereisd om daar te herstellen. Ze vluchtte vanuit Zeeland naar Frankrijk. Vervolgens keerde ze terug - volgens Elisabeth van Blankenstein wegens bezorgdheid om haar moeder en haar medewerksters - en sloot zich bij het Nederlandse verzet aan. Maar op 26 oktober 1940 werd ze gearresteerd. Na te zijn verhoord in Den Haag werd Meyer midden november naar Berlijn overgebracht om daar verder te worden verhoord. In januari 1941 werd ze na bemiddeling door de Gestapo in het Jüdisches Krankenhaus der Gemeinde zu Berlin opgenomen wegens buikvliesontsteking. Ze overleed op vijftigjarige leeftijd aan complicaties die na de buikvliesoperatie optraden en werd in een ongemarkeerd graf begraven op de Joodse Begraafplaats Weissensee te Berlijn. Een voorstel van na de oorlog om haar stoffelijke resten bij te zetten op de Eerebegraafplaats Bloemendaal werd niet uitgevoerd. Volgens biograaf De Cort was dit omdat het door haar familie werd afgewezen.